# Camden (Tennessee)
Camden és una població dels Estats Units a l'estat de Tennessee. Segons el cens del 2000 tenia 3.828 habitants.

## Demografia
Segons el cens del 2000, Camden tenia 3.828 habitants, 1.631 habitatges, i 1.014 famílies. La densitat de població era de 133,2 habitants/km².
Dels 1.631 habitatges en un 24,2% hi vivien nens de menys de 18 anys, en un 46,5% hi vivien parelles casades, en un 13,2% dones solteres, i en un 37,8% no eren unitats familiars. En el 35,1% dels habitatges hi vivien persones soles el 19,9% de les quals corresponia a persones de 65 anys o més que vivien soles. El nombre mitjà de persones vivint en cada habitatge era de 2,19 i el nombre mitjà de persones que vivien en cada família era de 2,81.
Per edats la població es repartia de la següent manera: un 20,1% tenia menys de 18 anys, un 6,9% entre 18 i 24, un 24,5% entre 25 i 44, un 22,5% de 45 a 60 i un 26% 65 anys o més.
L'edat mediana era de 44 anys. Per cada 100 dones de 18 o més anys hi havia 77,4 homes.
La renda mediana per habitatge era de 26.348 $ i la renda mediana per família de 31.667 $. Els homes tenien una renda mediana de 27.413 $ mentre que les dones 20.142 $. La renda per capita de la població era de 15.271 $. Entorn de l'11,6% de les famílies i el 16,6% de la població estaven per davall del llindar de pobresa.

## Poblacions més properes
El següent diagrama mostra les poblacions més properes.